# Дідилівська сільська рада
| Дідилівська сільська рада — орган місцевого самоврядування у Львівському районі Львівської області з адміністративним центром у с. Дідилів. Історична дата утворення: в 1939 році. Водоймища на території, підпорядкованій даній раді: річки Думна, Яричівка. Сільській раді підпорядковані населені пункти: - с. Дідилів - с. Великі Підліски - с. Хренів |

## Склад ради
Рада складається з 16 депутатів та голови.

### Керівний склад ради
| ПІБ                           | Основні відомості                                            | Дата обрання | Дата звільнення |
| ----------------------------- | ------------------------------------------------------------ | ------------ | --------------- |
| Сумка Валентина Володимирівна | Сільський голова, 1963 року народження, освіта, позапартійна | 26.03.2006   | 31.10.2010      |
| Сумка Валентина Володимирівна | Сільський голова, 1963 року народження, освіта, позапартійна | 31.10.2010   | 31.12.2020      |
| Максимець Ірина Степанівна    | Сільський голова, освіта, позапартійна                       | 01.01.2021   | -               |

Примітка: таблиця складена за даними джерела